# 糸山隆司
糸山隆司（日语：／ Itoyama Takashi，1936年11月14日—1983年8月17日），日本前男子篮球运动员。他曾代表日本参加1956年夏季奥运会和1960年夏季奥运会男子篮球比赛。他也参加了1954年亚洲运动会和1958年亚洲运动会，均获得铜牌。